# 하리마초역
하리마초역(일본어: 播磨町駅, はりまちょうえき)은 일본 효고현 가코군 하리마정에 있는 산요 전기철도 본선의 역이다. 역 번호는 SY 27이다. 서일본여객철도 산요 본선(JR 고베 선) 쓰치야마역에 비해 하리마 정 중심부에 가까운 사실상의 현관역이다. 또한, 2016년 현재 산요 전철 전역 중 유일하게 군부에 입지한다. 개찰구와 대합실로 통하는 역 남북을 잇는 지하도는 하마 초등학교의 등하교 길이기도 하다.

## 역 구조
상대식 승강장 2면 2선의 지상역이다. 개찰구와 대합실은 지하에 설치되어 있다. 개찰구는 1곳 뿐으로, 창구는 기본적으로 무인화되어 있다. 출입구는 남북 쌍방에 있다.

### 승강장
| 남측 | ■ 본선(하행) | 다카사고・히메지・아보시 방면 |
| 북측 | ■ 본선(상행) | 아카시・산노미야・오사카 방면 |

## 역 주변
- 하리마 정사무소
- 엔만지
- 효고 현립 고고박물관
- 하리마 오나카 고대촌
- 하리마 정 향토 자료관
- 하리마 혼조 우체국
- 하리마 정립 하마 중학교
- 코프 고베 하리마점
- 마루아이 혼조점・하리마점

## 역사
- 1923년 8월 19일: 고베히메지 전기철도 개통과 동시에 혼조역(일본어: 本荘駅, ほんじょう)으로 영업 개시.
- 1927년 4월 1일: 우지가와 전기에 의한 합병으로 본 회사의 역이 됨.
- 1933년 6월 6일: 우지가와 전기 철도 부문이 분리되어 산요 전기철도의 역이 됨.
- 1991년 4월 7일: 하리마초역으로 역명 변경.
- 2013년 2월 20일: 배리어 프리화로 인한 개찰 내에 엘리베이터 설치, 각 플랫폼에 화장실 이전.

## 인접역
| 산요 전기철도 ■ 본선                   | 산요 전기철도 ■ 본선 | 산요 전기철도 ■ 본선       |
| -------------------------------------- | -------------------- | -------------------------- |
| SY 26 니시후타미 우메다・니시다이 방면 | ■ S특급 ■ 보통       | 베후 SY 28 산요히메지 방면 |